# Fehéra
A Fehéra női név, a haj és a bőr világos színére utalt.

## Rokon nevek
- Fehér:[1] régi magyar személynév.
- Fehére:[1] a Fehéra alakváltozata.[2]
- Fehérke:[1] 19. századi alkotás a Fehér, Fehéra, Fejércse, Fejércsa nevek mintájára.[2]

## Gyakorisága
Az 1990-es években a Fehéra, Fehére és Fehérke nevek szórványosak voltak, a Fehér nevet nem lehetett anyakönyvezni, a 2000-es években nem szerepelnek a 100 leggyakoribb női név között.

## Névnapok
Fehéra, Fehére: december 16. 
Feherke: május 9., december 16.